# Ocriculum
Ocriculum fu un municipio romano della Regio VI, lungo le sponde del fiume Tevere, nell'attuale provincia di Terni.

## Storia

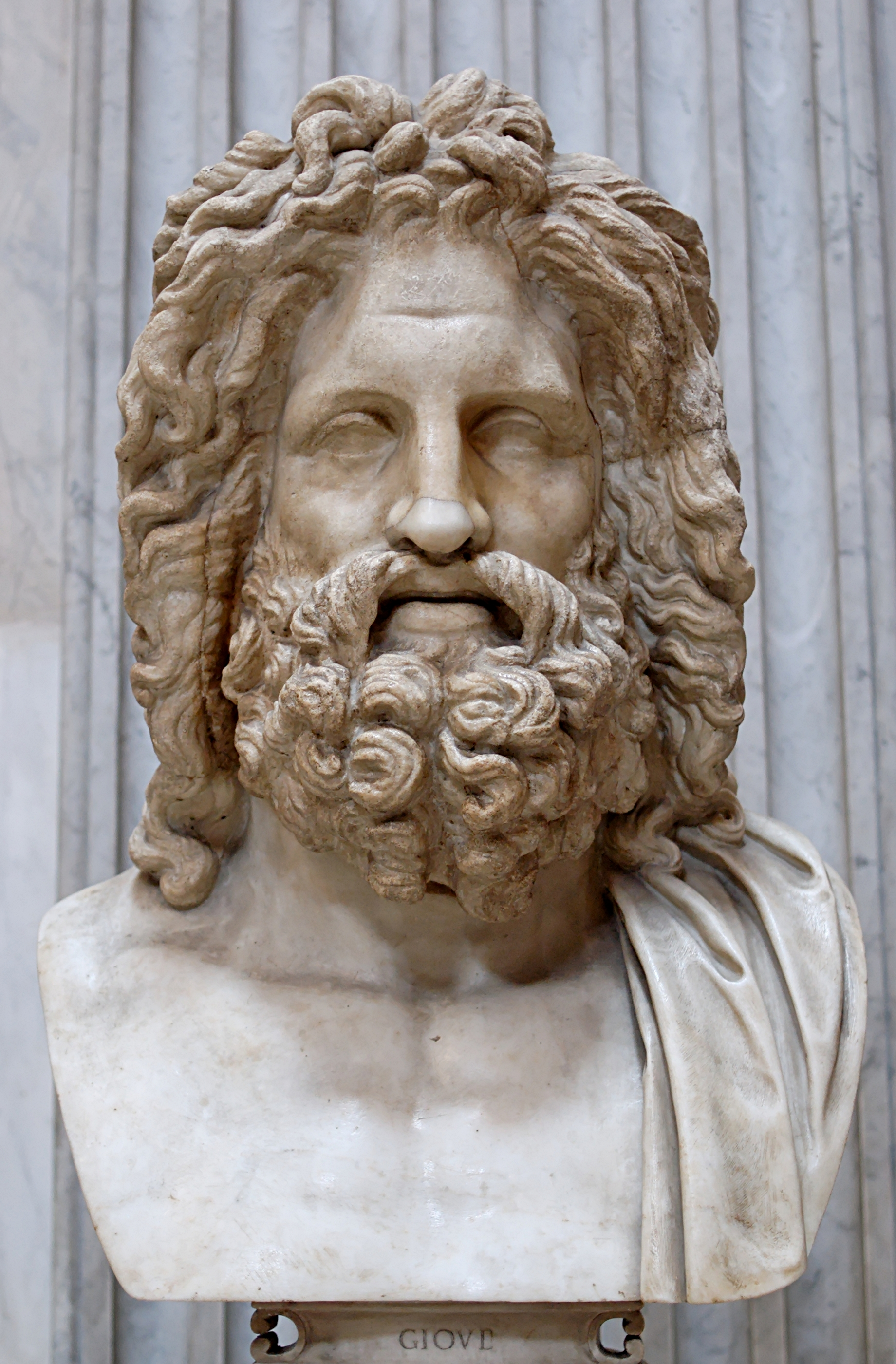
Il Giove da Otricoli, Musei Vaticani.

Città umbra probabilmente di stanza sul colle dove si trova l'odierno abitato di Otricoli, deve probabilmente il suo nome a OKRI- (sacro): ossia quel monte antropizzato (l'OCAR umbro, l'VKAR etrusco) che faceva da riferimento territoriale identitario a ogni comunità (TOTA) umbra.
Narra Tito Livo che, dopo la battaglia di Mevania (Bevagna), rispetto alle tribù umbre sconfitte, agli abitanti di Ocriculum venne formalmente promesso che sarebbero stati accolti tra gli amici di Roma - "Ocriculani sponsione in amicitiam accepti": in epoca romana la città iniziò a svolgere una funzione strategica sia in ambito fluviale, attraverso il cosiddetto "Porto dell'Olio", sia in quello terrestre, a seguito della costruzione nel 220 a.C. della Via Flaminia; è da questo periodo che si suppone che la città, con le attività commerciali, si sposto lungo la riva del Tevere.
Sempre Livo narra l'episodio dell'incontro nei pressi della città, durante la seconda guerra punica, tra gli eserciti consolari di Fabio Massimo e Servilio.
Fu ascritta alla tribù Arnensis, come documentato da diverse epigrafi rinvenute in loco e divenne municipio, retto da quattuorviri: nella divisione operata da Augusto assegnata alla Regio VI, di cui costituì l’estremo lembo verso la regio IV Samnum et Sabina agustea.
Le bellezze dei suoi dintorni la rendevano luogo adatto per villeggiatura: vi aveva una villa Tito Annio Milone, amico di Cicerone e politico di spicco della metà del I secolo a.C. – infatti una delle accuse per l'uccisione di Clodio, fu quella di aver fatto trasportare armi per il Tevere, sino alla sua villa di Otricoli; anche Pompea Celerina, la ricchissima suocera di Plinio il Giovane, aveva possedimenti a Otricoli alla fine del I secolo. In età imperiale ebbe vita fiorente con un’economia basata sull’agricoltura, sul commercio e sull’industria figulina: famose le note coppe a rilievo dette “Coppe di Popilio” e le fabbriche di tegole e mattoni di cui si conoscono i bolli, rinvenuti a Roma nel Tevere.
Narra Tacito che nel 69, durante la guerra tra i pretendenti alla porpora Vespasiano e Vitellio, Marco Antonio Primo, comandante del primo, radunò le truppe a Carsulae, passò indenne da Narni, e poi raggiunse Ocriculum, dove si fermò per festeggiare i Saturnalia.
In occasione della riforma dioclezianea delle suddivisioni amministrative della penisola italiana, Ocricolum entrò a far parte della Tuscia et Umbria. Nel IV secolo vi si fermò l'imperatore Costanzo II mentre si recava a Roma. L'evento più rilevante avvenuto sul suo territorio sarebbe, stando allo storico Idazio vissuto nel V secolo, la sanguinosissima battaglia (50.000 morti) svoltasi in Utriculo tra la fine del 412 e l'inizio del 413, e combattuta tra l'esercito dell'usurpatore e comes d'Africa Eracliano (venuto da Cartagine su 3700 navi) e l'esercito fedele all'imperatore Onorio guidato dal comes Marino, con la vittoria di quest'ultimo e la fuga del primo, poi messo a morte.
Della diffusione del Cristianesimo nell'area si sa poco: sono noti i nomi di quattro vescovi, un Erculio che partecipò al concilio romano del 487, un Costanzo che partecipò al concilio romano del 499, un Fulgenzio citato da papa Gregorio I e di cui resta una mensola dell'altare da lui eretto a san Vittore, e un Domenico che prese parte ai concilii del 595 e del 601.
La città fu distrutta fra il 569 e il 605 durante l’invasione longobarda, è a questo periodo che è fatto risalire l’abbandono della città bassa a favore di quella sul colle.
L'area archeologica oggi si sviluppa nei pressi del comune di Otricoli.
Nei circa 36 ha in cui si sviluppava il centro romano affiorano i resti di una grande costruzione forse adibita a magazzino, visto il vicino porto fluviale detto "dell'Olio", delle terme risalenti al II secolo a.C., del teatro del I secolo d.C. e dell'anfiteatro del I secolo d.C., portati alla luce già nei primi scavi del XVIII secolo.

## Monumenti

### Monumento funerario a nicchia
È costruito in opera cementizia con grosse scaglie di tufo e malta e ricoperto di laterizi ora poco visibili e risale all'età imperiale.

### Monumento funerario a torre
Il monumento ha la pianta quadrata sormontata da un corpo circolare con una colombaia in alto, questo tipo di monumento era molto diffuso in Oriente e era fatto per essere avvistato da lontano.

### Monumento funerario a tamburo
Il monumento funerario a tamburo è affacciato direttamente sulla via Flaminia,è a base quadrata e costruito in opera cementizia ricoperto di travertino.

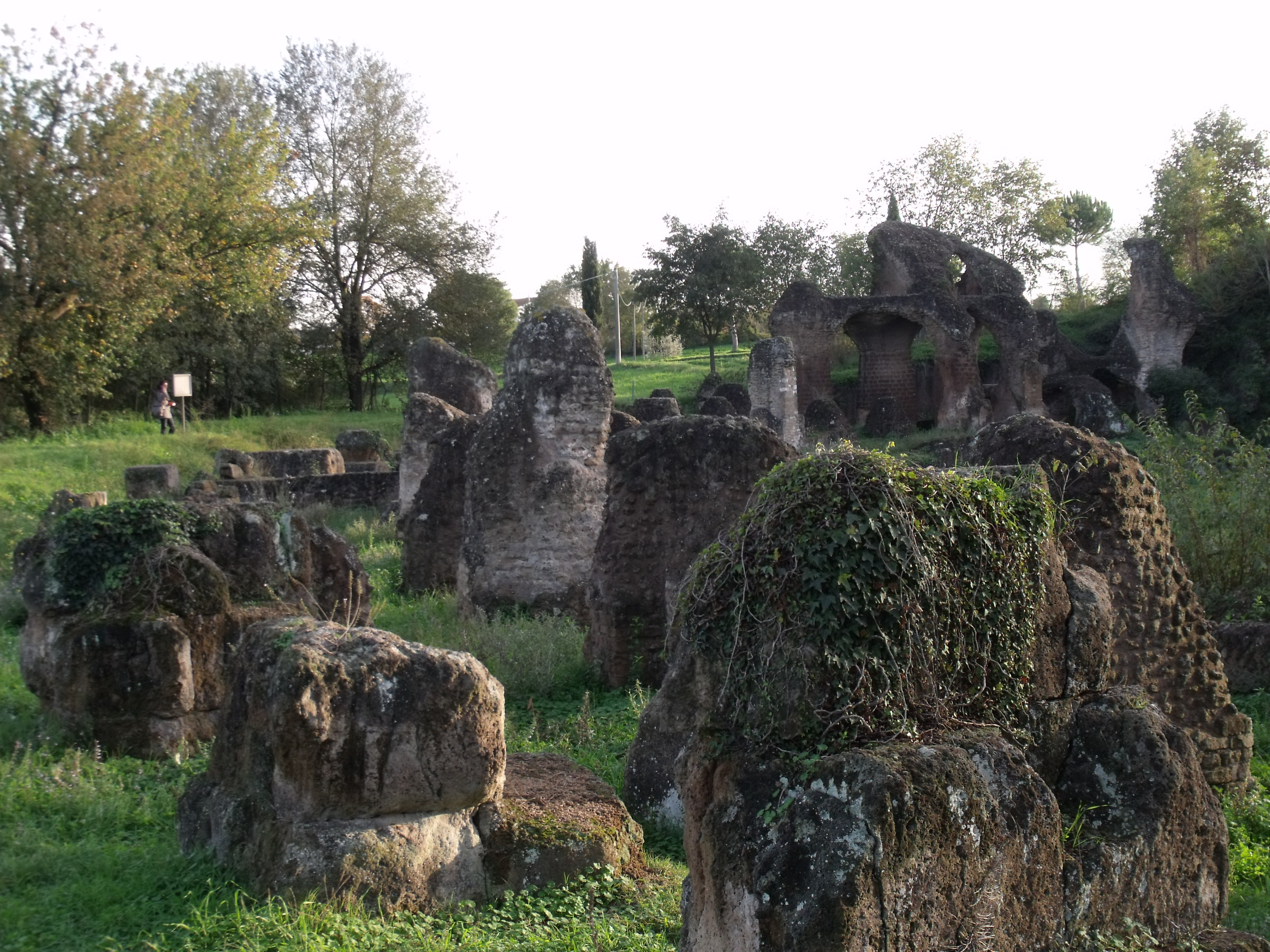
Anfiteatro

### Anfiteatro
Tutta la parte esterna è scomparsa, della cavea rimangono alcuni tratti della galleria intermedi. Ci sono ancora i resti dei due ingressi principali,è conservato anche il piano antico dell'arena ed è stata messa in luce una parte del podio.

### Via Flaminia
Seguiva un tracciato parallelo all'odierna statale entrando con un divincolo all'interno della città antica. Il tratto ora visibile è formato da grandi massi di leucite provenienti da cave delle vicinanze e conserva ancora segni evidenti delle ruote dei carri.

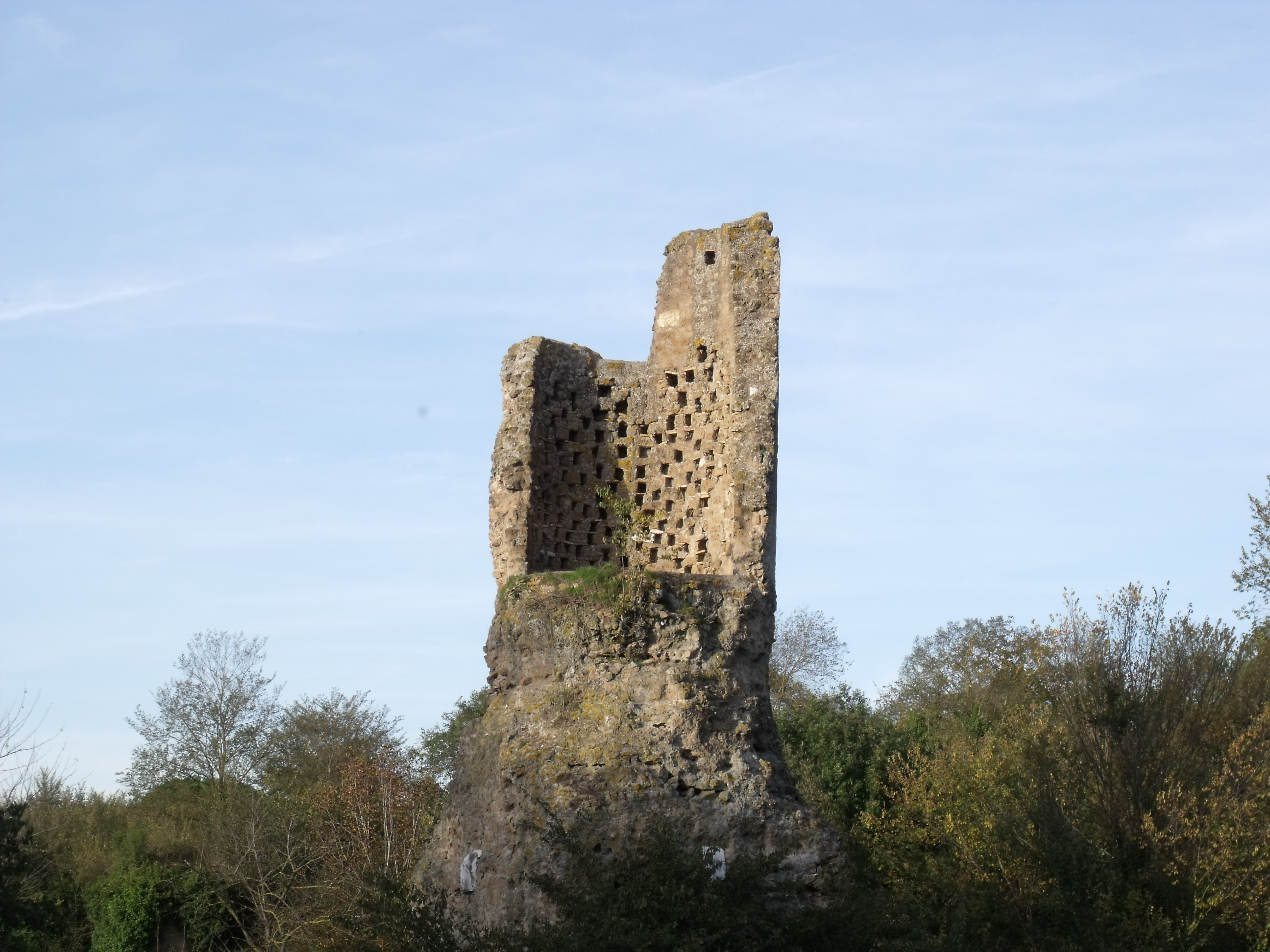
Monumento funerario a torre

### Fonte
È divisa all'interno da due balaustre di pietra dove sono ancore visibili i segni delle corde dei secchi usati per il rifornimento dell'acqua.

### Pilone monumentale
È un'altra costruzione rettangolare in opera reticolata. L'alto pilastro è uno dei piloni della porta monumentale che indicava l'ingresso nell'area urbana tra cui all'interno si trovano monumenti, edifici pubblici tra cui a sinistra il ninfeo.

### Ninfeo

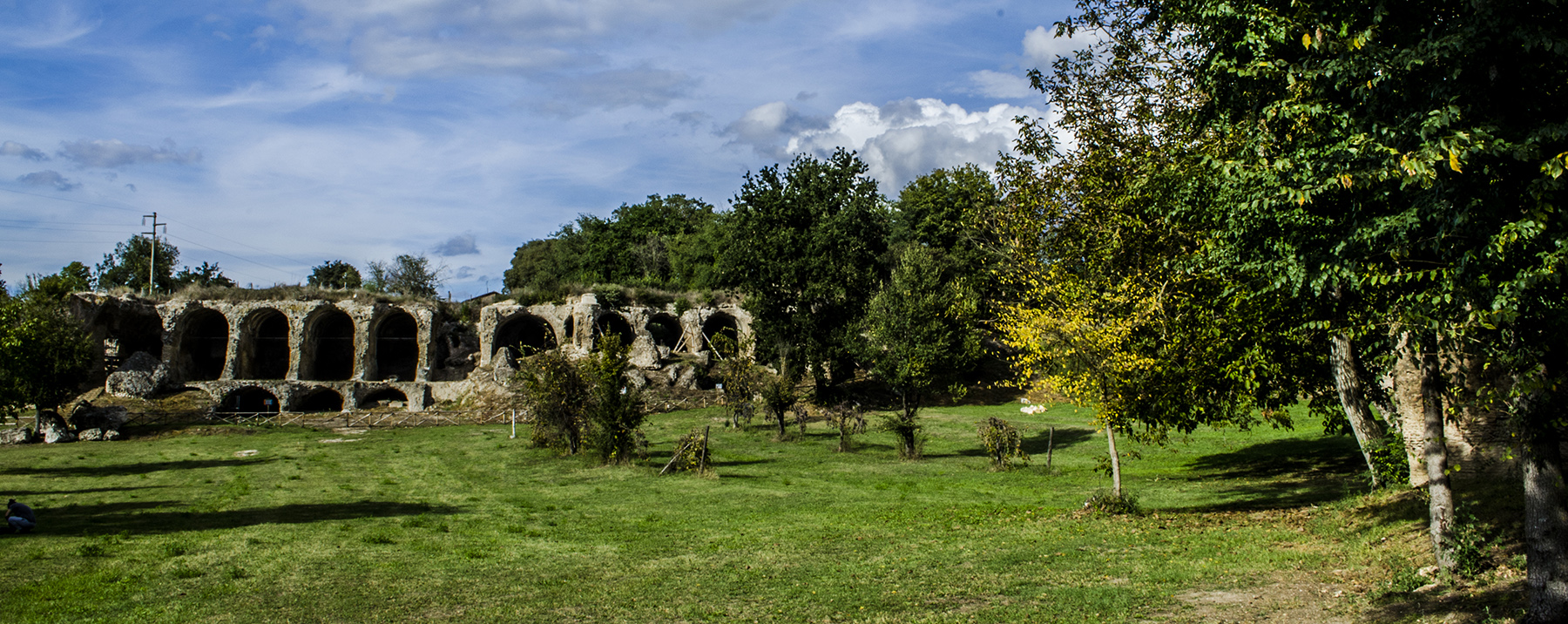
Le grandi sostruzioni

È una lunga sostruzione costruita in opus reticolatum. La  parete fungeva da facciata alterna a due nicchie rettangolari e altre due a sesto circolare. L'edificio conteneva fontane pubbliche, ed era collegato attraverso cunicoli sotterranei ancora funzionanti alla cisterna dell'Antiquarium Casale San Fulgenzio.

### Grandi sostruzioni[9]
Consiste in 12 "grotte" disposte su due piani. La struttura era lunga circa 80 m e doveva sostenere un edificio pubblico.

### Terme
Costruite nel II secolo d.C., sorgono in un'area pianeggiante artificiale sistemata e livellata in età romana con opere che hanno permesso di convogliare le acque di rio San Vittore in un canale sotterraneo. Rimane tuttora visibile la sala ottagonale del mosaico che ricopriva il pavimento, ne sono rimasti intatti alcuni pezzi.

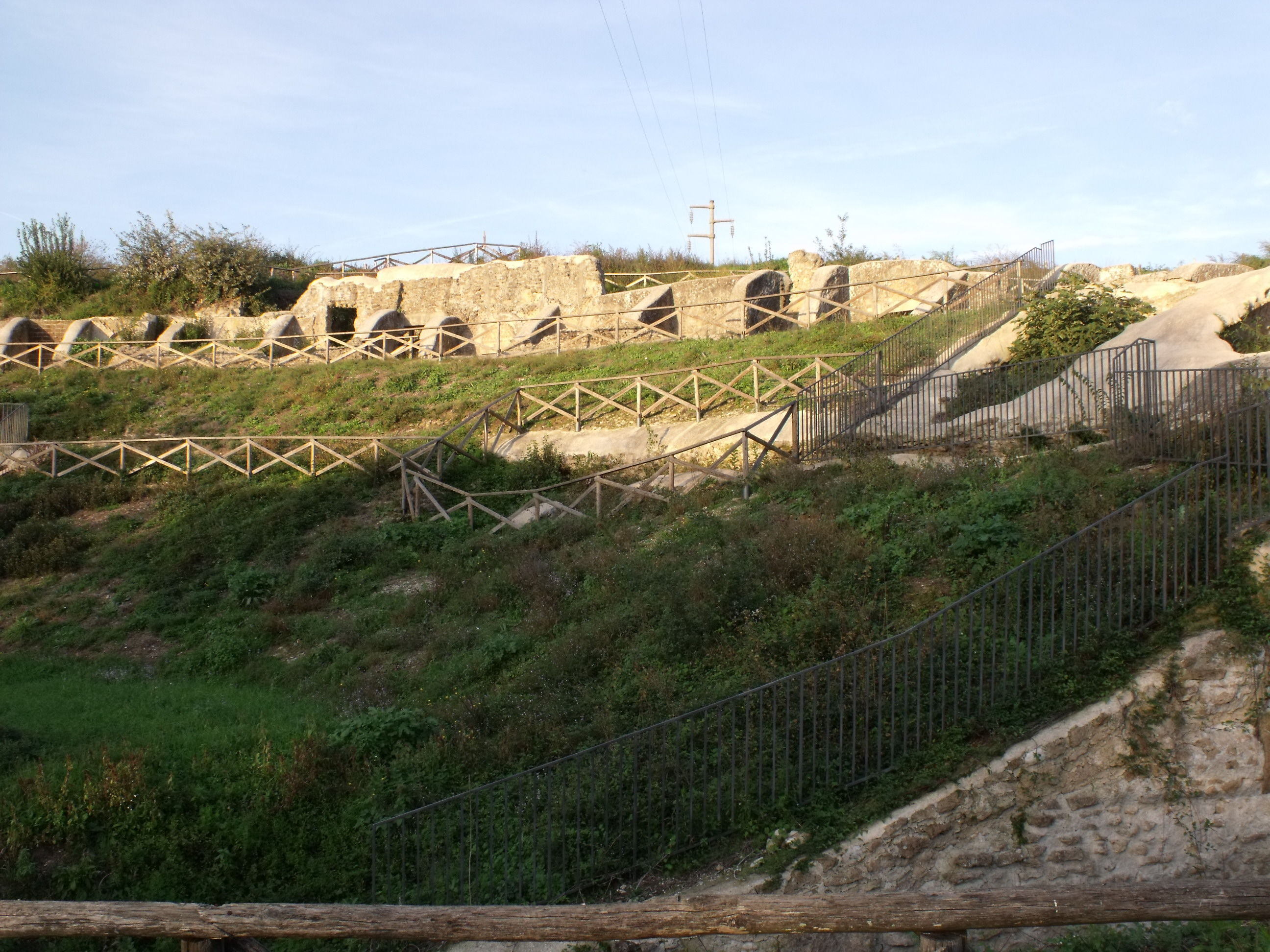
Teatro

### Teatro
Il teatro è costruito in opus reticolatum , sfruttando il pendio naturale del terreno circostante. La cavea utilizza il terreno retrostante appoggiandovisi solo per estremità,è costruita con ambienti sostruttivi tre a destra e tre a sinistra.Dietro le gradinate si trovano due ambulacri parzialmente visibili,a destra si osserva l'ingresso alla scena costruito con grandi blocchi di tufo. Della galleria superiore rimane solo un settore coperto con una volta a botte;il perimetro esterno è formato da un muro di contenimento del terreno rafforzato da pilastri.Davanti alla cavea si trovava la scena adornata di statue e decorazioni tra cui le gigantesche Muse ora conservate nei Musei Vaticani.